# محمدباقرلی
محمدباقرلی (ترکی آذربایجانی: Məmmədbağırlı) یک منطقهٔ مسکونی در جمهوری آرتساخ است که در استان مارتونی واقع شده‌است.